# Мартинюк Влас Захарович
Мартинюк Влас Захарович (22 лютого 1896, м. Берестя, Білорусь — 1980, Львів) — професор, завідувач кафедри загальної гігієни (1946-70), декан лікувального факультету (1950–1955), проректор з навчальної роботи (1955–1965).

## Біографія
Народився 22 лютого 1896 у місті Бересті, Білорусь. Закінчив медичний факультет Харківського медичного інституту (1924).
Працював: санітарний лікар, завідувач райздороввідділу м. Куп'янська (1925–1926); інспектор санепідемстанції м. Харкова (1926–1929); завідувач секції гігієнічних досліджень Харківського НДІ громадських споруд (1929–1932); завідувач відділу гігієни житла і громадських споруд Харківського НДІ комунальної гігієни (1932–1941), за сумісництвом асистент (1932–1938), доцент (1938–1941) кафедри комунальної гігієни Харківського інституту удосконалення лікарів; керівник санітарної інспекції міста Залізноводська (1941–1942) та міста Єсентуки (1942—1943); державний санітарний інспектор МОЗ України (1943-46), за сумісництвом доцент кафедри загальної і комунальної гігієни Київського інституту удосконалення лікарів (1944–1946); завідувач (1946–1970), професор (1970–1980) кафедри загальної гігієни, декан лікувального факультету (1950–1955), проректор з навчальної роботи (1955–1965) Львівського медичного інституту.
Кандидат медичних наук (1935), доцент (1940), доктор медичних наук (1947), професор (1948). Заслужений діяч науки і техніки УРСР (1966).
Напрями наукових досліджень: гігієна помешкання, населених місць та природного середовища; санітарно-гігієнічна експертиза будівельних матеріалів, вологості, шумового режиму, експлуатаційних характеристик житлових конструкцій; боротьба з житловим грибком; гігієнічні аспекти хронічної інтоксикації оксидом вуглецю населення міст; токсикологічні дослідження гербіцидів і пестицидів та проблеми захисту населення від їхньої дії.
Помер у Львові, похований на Янівському цвинтарі.

## Творчий доробок
Автор близько 120 наукових і навчально-методичних праць, серед них 4 монографії, підручник.
Підготував 24 кандидатів, 7 докторів наук.
- Методика санитарно-гигиенических исследований в жилищах (монографія). Київ, 1935;
- Влажностный режим жилых зданий в зависимости от гигроскопичности строительных материалов (докт. дис.). Київ, 1946;
- Хронические оксиуглеродные интоксикации (монографія). Львів, ЛГМИ, 1957 (співавт.); Гігієна (підручник). Київ, 1963 (співавт.);
- Інтоксикація окисом вуглецю та шляхи її послаблення (монографія). Київ, Здоров'я, 1971 (співавт.);
- Применение метода прижизненной окраски тканей для выявления действия малых доз химических веществ. Гигиена Санитария 1971, № 2 (співавт.);
- Гигиена планирования и оборудования жилища (монографія). Київ, Здоров'я, 1978 (співавт.).